# NGC 4513
NGC 4513 (другие обозначения — UGC 7683, MCG 11-15-59, ZWG 315.42, PGC 41527) — линзообразная галактика (S0) в созвездии Дракона.
Хотя обычно считается, что в линзовидных галактиках отсутствует звездообразование, этот процесс иногда происходит в их кольцах, как и в случае NGC 4513. Спектроскопическое исследование показало, что это кольцо могло возникнуть при разрушении богатого газом спутника NGC 4513 около 3 миллиардов лет назад. Металличность газа в кольце составляет около 63% солнечной. Газ вращается в направлении, противоположном вращению галактики.
Этот объект входит в число перечисленных в оригинальной редакции «Нового общего каталога».